# Karl XII. (Schweden)

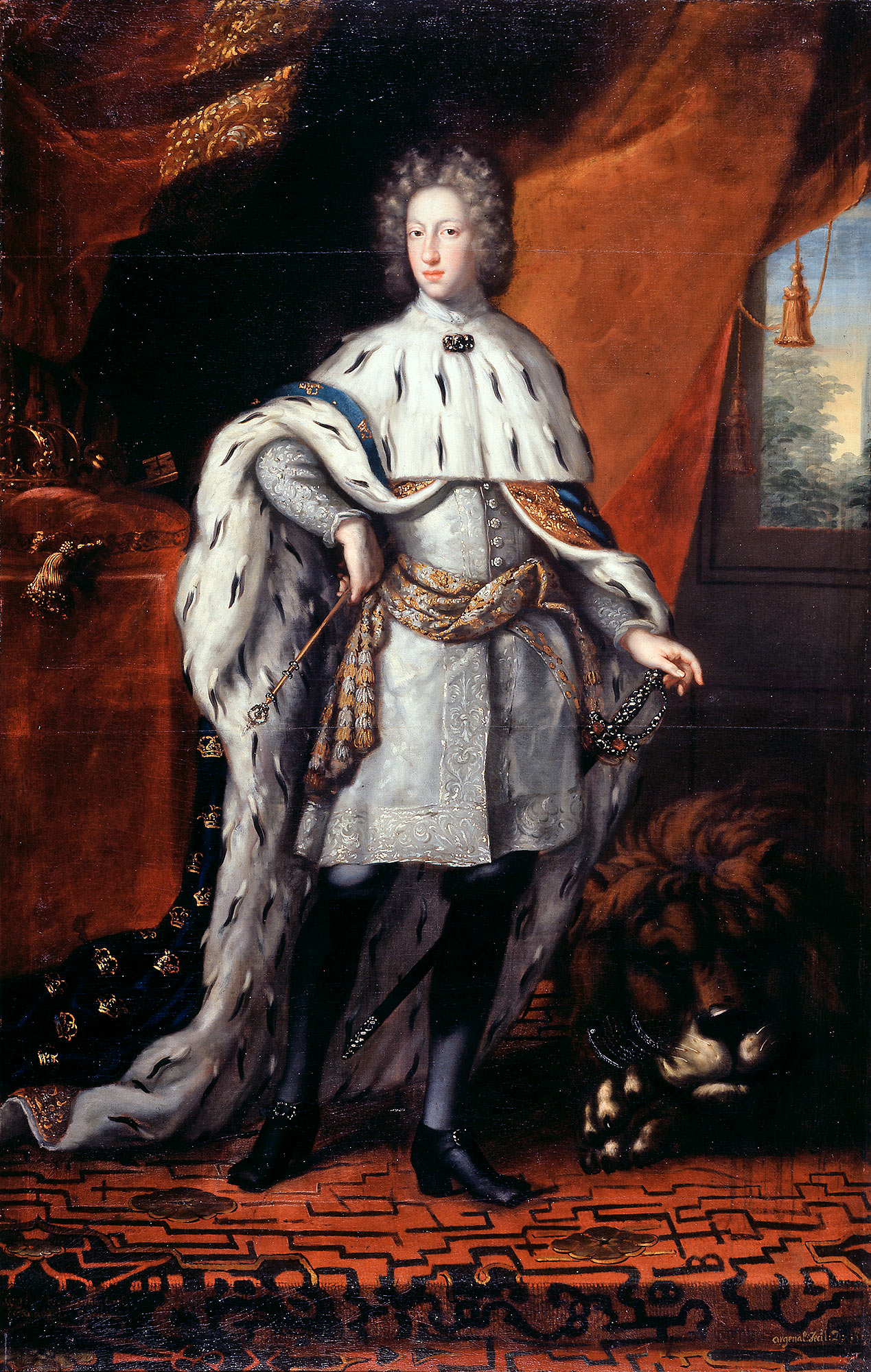
Karl XII. im Jahre 1697 von David Klöcker Ehrenstrahl.

Karl XII., latinisiert Carolus Rex, (* 17. Junijul. / 27. Juni 1682greg. in Stockholm; † 30. Novemberjul. / 11. Dezember 1718greg. bei Fredrikshald) war von 1697 bis 1718 König von Schweden und Herzog von Bremen und Verden. Fast während seiner gesamten Herrschaftszeit führte er sein Land durch den Großen Nordischen Krieg, in dem er selbst als Feldherr agierte und für mehrere Jahre bedeutende Erfolge errang. Durch einen misslungenen Russlandfeldzug 1708/1709 brachte er sein Land aber in die Defensive. Er fiel 1718 in Norwegen bei der Belagerung von Frederikshald. Am Ende verlor Schweden seine Großmachtstellung als Schwedisches Reich in Europa, vor allem zugunsten des aufstrebenden Russlands.
Karls Eltern waren der schwedische König Karl XI. und Ulrike Eleonore, Tochter des dänischen Königs Friedrich III. Der Großvater Karls XII., König Karl X. Gustav, entstammte dem Adelsgeschlecht der Wittelsbacher, Linie Pfalz-Zweibrücken.

## Leben und Wirken

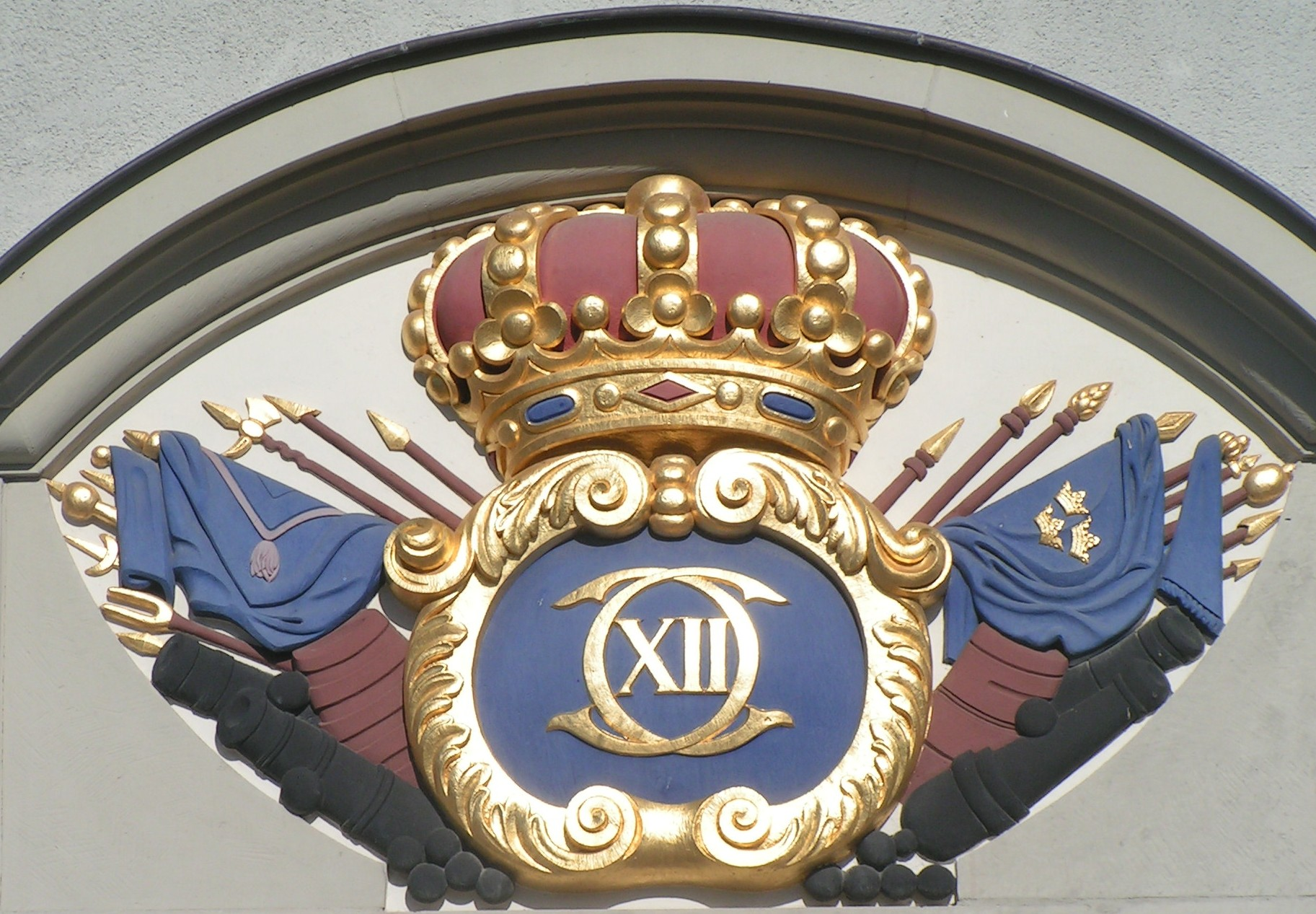
Das Monogramm Karls XII., fotografiert am Alten Zeughaus Wismar

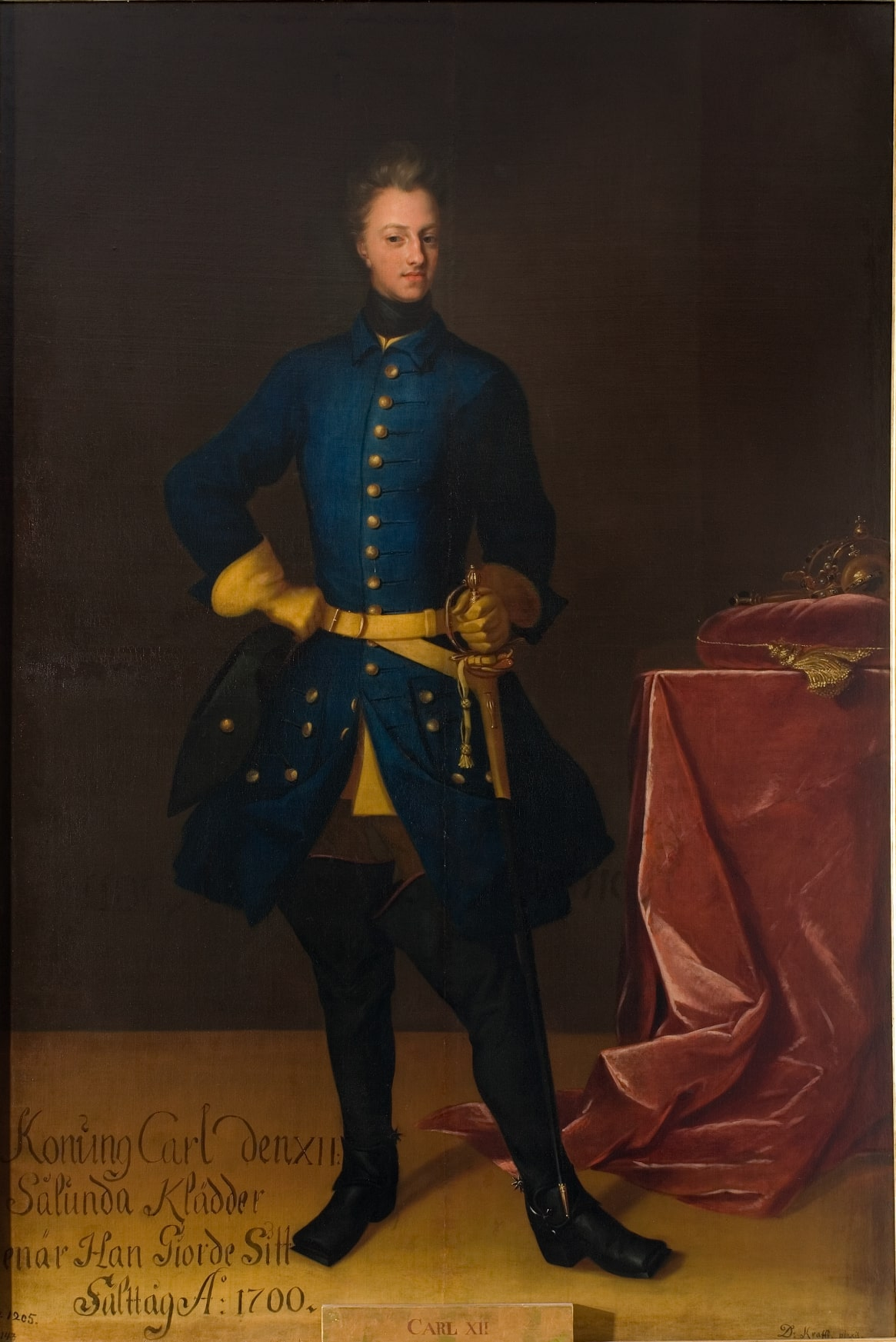
Karl XII. von David von Krafft, 1700

### Kindheit und Jugend
Karl XII. war der älteste Sohn Karls XI. von Schweden und seiner Gemahlin Ulrike von Dänemark. Vier seiner jüngeren Brüder starben im Kleinkindalter. Der Vater übte schon früh einen großen Einfluss auf seinen Sohn aus. Er hatte ihm das Reiten, Jagen und Fechten bereits im Kindesalter beigebracht. Als kleiner Kronprinz begann er vierjährig eine von seiner Mutter gesteuerte umfassende Ausbildung und erhielt sein eigenes Pferd; mit sieben übernahm er sein eigenes Regiment. Später bekam der zukünftige König von speziell ausgesuchten Lehrern Unterricht in Militärwissenschaft, Fremdsprachen, Jurisprudenz, Mathematik, Geographie, Literatur und Geschichte. Karl XII. wurde im Geist der Treue zu den Prinzipien der absoluten Monarchie erzogen. Er war elf Jahre alt, als er 1693 seine Mutter verlor. Schon bald zeigte sich sein ungestümer, weder auf sich noch Andere rücksichtnehmender Charakter, der keinen Widerspruch duldete, mit hoher Verschwendung einherging und tollkühnen Reit- und Jagdunternehmen mit einer Reihe enger Freunde, in denen er mehrfach nur knapp dem Tod entkam. Er jagte häufig Bären mit Gabelstöcken, beteiligte sich an flegelhaften Streichen (wie den Bürgern die Fensterscheiben einzuwerfen und verdiente Generäle zu hänseln), und eines der Vergnügen seines Kreises bestand darin, verschiedene Tiere bis hin zu Bullen mit dem Schwert zu enthaupten. Ermahnungen staatlicher Würdenträger oder von Predigern vermochten daran nichts zu ändern. Er zeigte ein ernsthaftes Interesse am Militär.

### Regierungsantritt
Die Thronfolge trat er nach dem Tod seines Vaters am 14. Dezember 1697 im Alter von fünfzehn Jahren an, indem er sich selbst zum König ausrief und eine Regentschaft ablehnte, wodurch der schwedische Reichstag (die vier schwedischen Reichsstände) ihn für volljährig erklärte. Anschließend setzte er sich die Krone des Monarchen selbst auf seinen Kopf, für damalige Zeiten ein absoluter Regelbruch. Dies drückte aber auch seinen absoluten Machtanspruch aus und wurde bereits 1701 von Friedrich I., König in Preußen, bei seiner Königskrönung nachempfunden.
Der Vater hatte seinem Sohn ein gefestigtes Staatswesen mit verstärkter Königsmacht und sanierten Staatsfinanzen hinterlassen. Bei seiner Thronbesteigung herrschte Karl XII. über das heutige Schweden, Finnland, Livland, Karelien und Ingermanland, Wismar und Schwedisch-Pommern und das Herzogtum Bremen-Verden. Die ersten Jahre seiner Regierung waren dem Anschein nach frei von außenpolitischen Problemen. Allerdings hatte der Ruf als leichtfertiger Draufgänger und Verschwender, den Karl XII. inzwischen genoss, bei anderen Mächten Begehrlichkeiten geweckt, da man das als Schwäche auslegte.

### Ausbruch des Großen Nordischen Krieges
Im März 1700 begann der Große Nordische Krieg: Schweden wurde überraschend von Dänemark, Sachsen und Russland angegriffen. Bereits im Oktober 1698 hatten August II. von Polen-Litauen und Friedrich IV. von Dänemark ein Offensivbündnis gegen Schweden geschlossen, dem Peter I. von Russland später beitrat. Einer der Hauptorganisatoren war der livländische Aristokrat Johann Reinhold von Patkul. Im Fall eines Sieges wollten die Verbündeten die zu Schweden gehörenden Ostsee-Provinzen (Schonen, Livland, Estland, Ingermanland und Schwedisch-Pommern) untereinander aufteilen. Die Allianz setzte auf einen leichten und schnellen Sieg, da das Land von einem sehr jungen und unerfahrenen König regiert und die gefürchtete schwedische Armee von einem Oberbefehlshaber, wie es schien, ohne jegliche militärische Erfahrung kommandiert wurde.
So stand im Frühling 1700 Karl XII. einer starken Koalition gegenüber. Sein Verhalten wandelte sich sofort grundlegend. Er ging zu einer spartanischen Lebensweise über und konzentrierte sich ganz auf den Krieg. Seine Strategie dazu war einfach, führte aber letztlich nicht zum Erfolg. Er konzentrierte alle Kräfte auf jeweils einen Feind, um ihn zu besiegen und zum Frieden zu zwingen. Mit Dänemark und Sachsen-Polen gelang dies vorübergehend, nicht aber gegen Russland.

### Feldzug gegen Dänemark 1700
Die Feindseligkeiten begannen 1700 mit dem Angriff seines Cousins Friedrich IV. von Dänemark auf das mit Schweden verbündete Gottorfer Teilherzogtum in den Herzogtümern Schleswig und Holstein, das von Herzog Friedrich IV., einem Schwager Karls, regiert wurde. Karl XII. nutzte die Abwesenheit der dänischen Armee, die in Holstein operierte, aus und landete am 23. Juli 1700 mit englisch-niederländischer Flottenunterstützung auf der dänischen Hauptinsel Seeland, schloss Kopenhagen ein und begann im August mit der Belagerung der dänischen Hauptstadt.
Der dänische König sah sich nun in einer gefährlichen Lage. So schloss Friedrich IV. am 18. August 1700 mit Schweden den Frieden von Traventhal. Der Status quo ante wurde wiederhergestellt, Dänemark schied aus der anti-schwedischen Koalition aus.

### Feldzug gegen Russland und in Livland 1700 und 1701
Karl XII. wandte sich nun den beiden verbliebenen Gegnern zu, dem Russischen Reich und Sachsen-Polen. Beide waren dabei, die schwedischen Besitzungen im Baltikum anzugreifen. Russland begann im August 1700 mit seinem Angriff auf Estland und im September wurde mit der Belagerung der schwedischen Festung Narwa begonnen. Karl XII. entschloss sich, das russische Heer anzugreifen und die Festung Narwa zu entsetzen. In der Schlacht bei Narva besiegte seine schwedische Armee von etwa zehntausend Mann eine zahlenmäßig deutlich überlegene Armee der Russen. Die Schlacht bei Narwa gilt als einer der größten Siege der schwedischen Militärgeschichte.
In der Schlacht an der Düna am 19. Juli 1701 wehrte Karl XII. den Angriff der sächsisch-russischen Truppen auf Livland und auf Riga ab. Damit hatte Karl XII. alle feindlichen Truppen von schwedischem Territorium vertrieben.

### Kämpfe in Polen und Sachsen 1702–1708

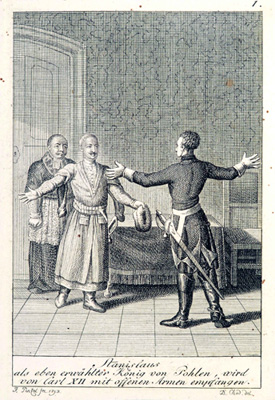
Karl XII. empfängt 1704 Stanislaus I. Leszczyński (1677–1766), Kupferstich von Daniel Chodowiecki

Anstatt das geschlagene russische Heer zu verfolgen, um es vollständig zu vernichten, und Zar Peter zum Frieden zu zwingen, wandte sich der König nun seinem dritten Gegner zu, dem sächsischen Kurfürsten und König von Polen, den er als wortbrüchig ansah und von Grund auf hasste. Am 23. März 1702 fielen die Schweden in Polen ein. Karl XII. eroberte Warschau, schlug August und seine sächsischen Truppen in der Schlacht bei Klissow 1702 und besetzte auch Krakau, die alte polnische Königsstadt.
Nach der Absetzung Augusts als König von Polen 1704 platzierte Karl seinen eigenen Mann auf dem polnischen Thron, Stanislaus Leszczynski. Währenddessen konnte Peter gleichsam hinter Karls Rücken Ingermanland und Estland erobern und an der Ostsee sogar eine neue Stadt bauen – Sankt Petersburg.
Nachdem Karl erkannt hatte, dass er August auf polnischem Territorium nicht besiegen konnte, da er in Sachsen immer wieder neue Armeen aufstellte, griff Karl 1706 Sachsen direkt an. Im Frieden von Altranstädt 1706 zwang er August schließlich zu einem Friedensvertrag und zum, wie Karl meinte, endgültigen Verzicht auf die polnische Königskrone. Damit endete vorerst die Personalunion Sachsen-Polen. Der König erreichte gleichzeitig mit seiner Drohung, auf Seiten Ludwigs XIV. von Frankreich in den Spanischen Erbfolgekrieg einzugreifen, dass den Lutheranern in der damals noch habsburgischen Provinz Schlesien in der Altranstädter Konvention 1707 eine begrenzte Religionsfreiheit zugestanden wurde. Er ließ sich auch Patkul, den Hauptorganisator der gegen ihn gerichteten Allianz, von August dem Starken ausliefern und richtete ihn durch Räderung hin. Im Anschluss wandte er sich seinem letzten verbliebenen Gegner zu, Peter dem Großen.

### Feldzug in Russland 1708–1709

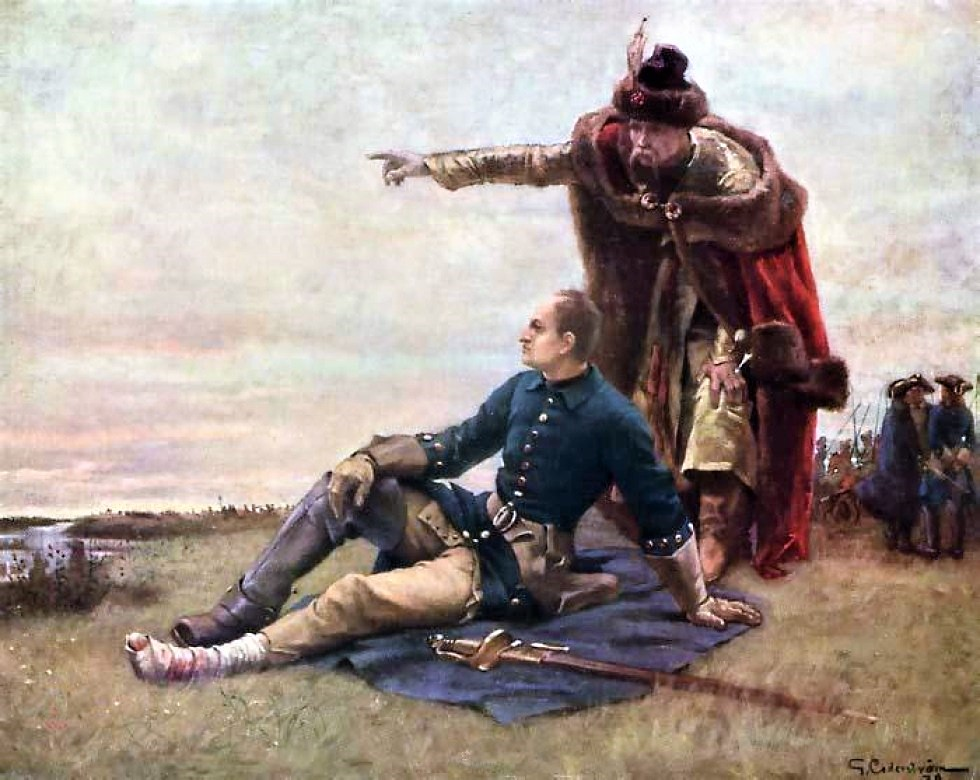
Karl XII. konnte wegen einer Beinverletzung nicht in der Schlacht bei Poltawa kämpfen, hier wird Karl zusammen mit Hetman Masepa abgebildet. Zeichnung Gustaf Cederströms (1845–1933)

Um das Baltikum nicht ein weiteres Mal zum Schlachtfeld zu machen und um Russland endgültig zu besiegen, wollte er direkt Moskau, die russische Hauptstadt, angreifen. Die Niederlage in der Schlacht bei Lesnaja, wo unter anderem der wertvolle schwedische Versorgungszug von den Russen erobert wurde, zwang den König jedoch zum Ausweichen in die Ukraine. Karl erwartete dort Unterstützung durch eine massive Rebellion der ukrainischen Kosaken unter Iwan Masepa, aber die Russen besiegten die Aufständischen in ihrer Hochburg Baturyn, so dass Masepa Karl bei dessen Ankunft nur noch wenige Kämpfer zur Verfügung stellen konnte. Bei einem Aufklärungsversuch am 28. Juni 1709greg. wurde der König verwundet, weswegen er die schwedischen Kräfte nicht in der Schlacht bei Poltawa führen konnte. Die Schlacht wurde zu einem Desaster für die Schweden, und Karl floh ins Osmanische Reich, wo er ein Lager in Bender aufschlug.

### Aufenthalt im Osmanischen Reich 1709–1714

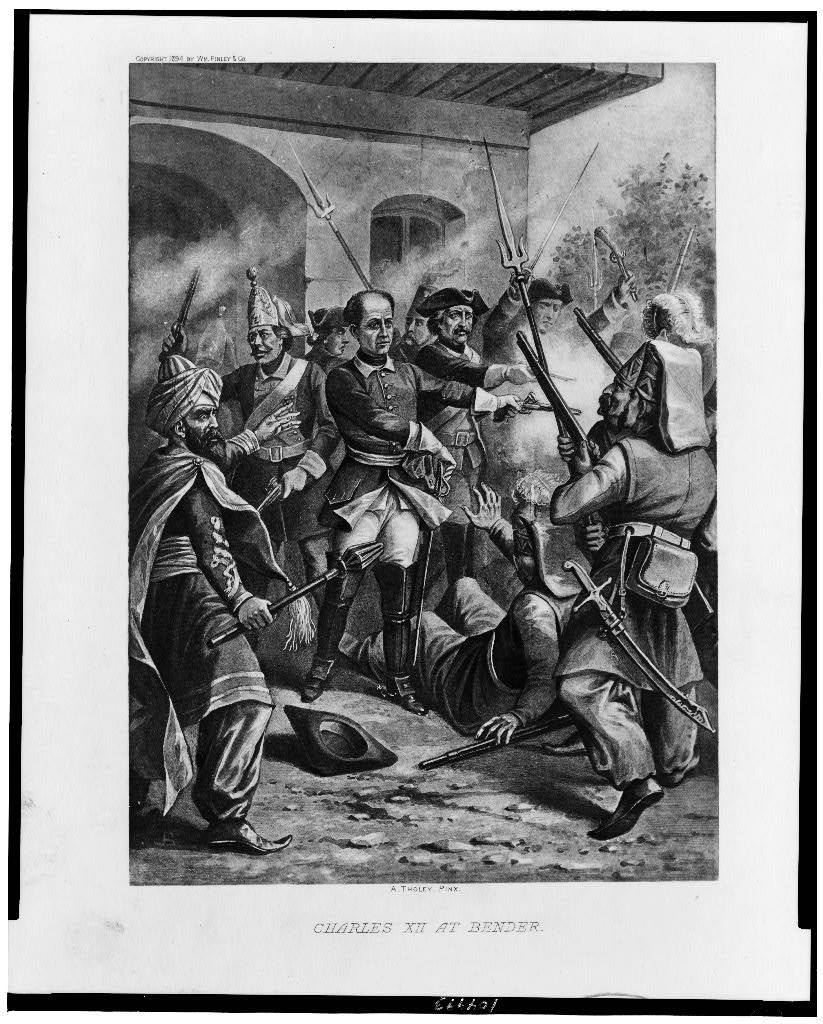
Karl beim Handgemenge bei Bender, bei dem ihm ein Stück Ohr abgeschossen wurde

Die Osmanen begrüßten anfangs die Anwesenheit des schwedischen Königs, der auf einen Krieg zwischen Russen und Türken hinarbeitete und darin seine Hoffnung setzte. Allerdings war Sultan Ahmed III. seit dem Frieden vom Pruth der Intrigen des schwedischen Königs überdrüssig geworden. Janitscharen setzten ihn im Auftrag des Sultans beim Handgemenge von Bender am 12. Februar 1713 gefangen und wiesen ihm ein Quartier bei Adrianopel zu. Das Festsetzen des schwedischen Königs erleichterte den Frieden von Adrianopel zwischen Russen und Osmanen. Währenddessen nutzten Russland, Dänemark und Sachsen-Polen seine Abwesenheit und drängten Schweden weiter in die Defensive. Großbritannien, ein Alliierter der Schweden, kam seinen Bündnispflichten nur durch die halbherzige Entsendung eines Ostseegeschwaders nach. Russland besetzte in der Zwischenzeit Finnland, und August der Starke erlangte die polnische Königskrone zurück.

### Verteidigung Pommerns 1714–1715
Nach Aufforderung durch den Sultan verließ Karl XII. erst im Oktober 1714 wieder das Osmanische Reich. Es gelang ihm in einem nur 15 Tage dauernden Gewaltritt, die 2150 Kilometer von Pitești in der Walachei durch Ungarn und Deutschland bis nach Stralsund in Schwedisch-Pommern zurückzulegen, wobei er nur von einem Offizier begleitet wurde. Unmittelbar bei seiner Rückkehr nahm er an der Belagerung von Stralsund teil.
Unter Verkennung der Situation war es nun sein Ziel, die früheren Machtverhältnisse in Schwedisch-Pommern, das bis zu diesem Zeitpunkt fast vollständig von seinen Gegnern besetzt worden war, wiederherzustellen. Mit seiner unnachgiebigen Außenpolitik allerdings trieb er schließlich auch noch das bis dahin neutrale Königreich Preußen mit seinem König Friedrich Wilhelm I., der den Schwedenkönig wegen seiner „soldatischen Tugenden“ schätzte, in die gegnerischen Reihen.
Dem vom 1. Mai 1715 geführten Pommernfeldzug der verbündeten Preußen, Dänen und Sachsen konnten die deutlich unterlegenen Schweden daher trotz aufopferungsvoller Führung durch den Schwedenkönig nicht widerstehen, und so floh Karl XII. am 22. Dezember 1715 zusammen mit drei Begleitern, um seiner Gefangennahme zu entgehen, kurz vor dem Fall der belagerten Festung Stralsund in einer kleinen Yacht über den teilweise zugefrorenen Strelasund in Richtung Hiddensee, von wo aus er mit der letzten dort befindlichen Fregatte sicher Trelleborg in Schweden erreichte.

### Rückkehr nach Schweden und Tod, 1715–1718

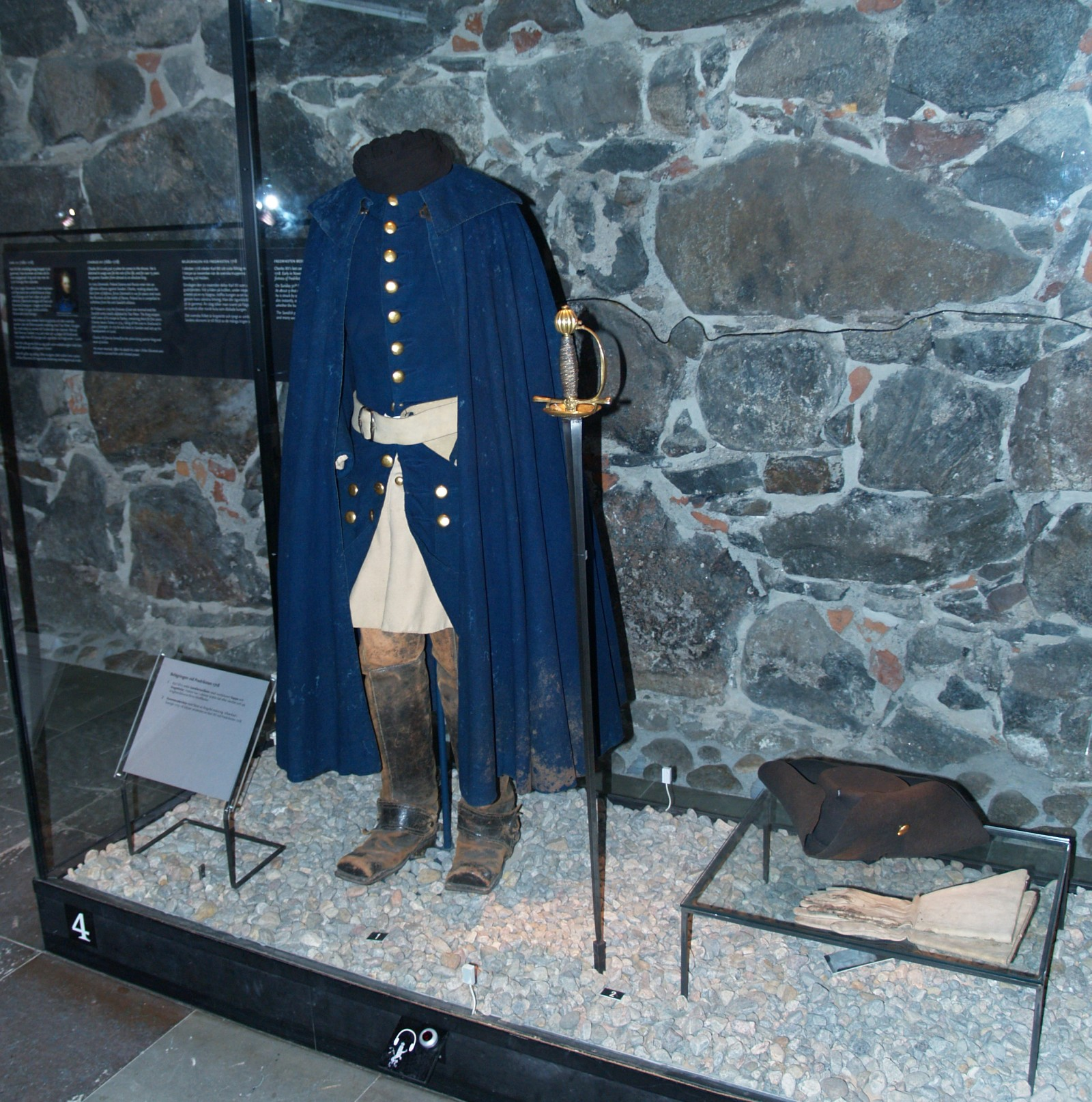
Karls Originaluniform bei Frederikshald

Der Leichnam Karls XII. wird überführt
G. Cederström Krusenberg, 1884

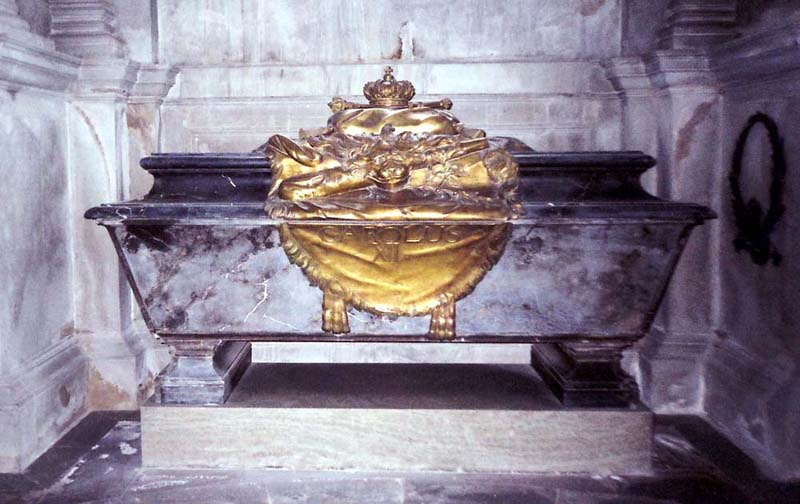
Karls XII. Sarkophag in Riddarholmskyrkan, Stockholm

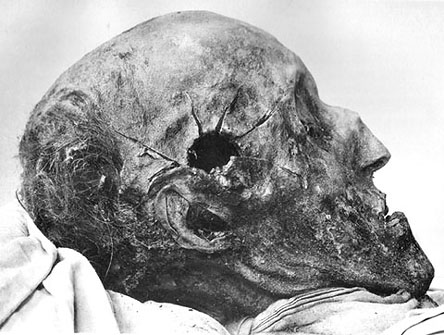
Mumifizierte Leiche Karls XII. mit dem Loch des tödlichen Projektils in der rechten Schläfe (Aufnahme von 1916)

Nach der Rückkehr setzte Karl seine autokratische Herrschaft fort und sicherte sich mit dem holsteinischen Minister Georg Heinrich von Görtz einen diplomatisch geschickten Mitarbeiter, dem er weitgehend freie Hand ließ, insbesondere zur Beschaffung der für die Weiterführung des Kriegs notwendigen Gelder. Dazu waren diesem alle Mittel recht, bis hin zur Abwertung des Geldes (Görtz-Taler). Karls Bemühungen zur Wiederherstellung seines Reiches hatten ein Ende, als er 1716 versuchte, Christiania (das heutige Oslo) im dänischen Norwegen zu erobern. Schweden lag durch Karls Kriege wirtschaftlich und finanziell am Boden; Karls Autorität war untergraben.
Bei der erneuten Belagerung von Frederikshald während des zweiten Norwegenfeldzugs von 1718 wurde er, im Alter von 36 Jahren, durch eine Gewehrkugel getötet. Der Leichnam des Monarchen wurde nach Stockholm gebracht und in der Gruft der schwedischen Könige in Riddarholmskyrkan beigesetzt.
Karl XII. starb unverheiratet und kinderlos. Seine Schwester Ulrika Eleonore, verheiratet mit Friedrich von Hessen-Kassel (Kopf der hessischen Partei am Hof), folgte ihm auf den Thron.

#### Todesumstände
Die Belagerung von Frederikshald war zum Zeitpunkt von Karls Tod weit vorangeschritten. Man erwartete den Fall der Festung innerhalb einer Woche, was den Weg der Angreifer nach Christiania freimachen würde. Die norwegischen Soldaten beschossen die mit Schanzarbeiten befassten schwedischen Soldaten die ganze Zeit über mit Artillerie. Am 11. Dezember hatte der Festungskommandant die Brustwehr mit Laternen und Pechfackeln bestücken lassen. Außerdem wurden Leuchtkugeln von der Festung in Richtung der schwedischen Stellungen abgefeuert. Der Mond war zum Zeitpunkt des Todes noch von Wolken verhangen. Unter dieser Gefechtsfeldbeleuchtung wurde fortwährend mit Kanonen, Mörsern, Haubitzen und Gewehren auf die Belagerer geschossen. Rund 70 schwedische Soldaten waren in dem im Bau befindlichen Teil der Belagerungsgräben schon durch Beschuss gefallen. Der Hauptgraben war parallel zur Festung, man grub aber in der Nacht einen schräg dazu verlaufenden Graben in Richtung Festung. Trotz der Bedrohung inspizierte der König an diesem Abend diesen Teil der Laufgräben, rund 200 Meter von der Festung entfernt, und exponierte sich über dem Laufgraben, um einen Überblick zu erhalten. Drei Offiziere standen zu seinen Füßen in der Nähe, schauten aber nicht wie der König über die Palisadenwehr. Er trug einen Dreispitz, der Körper ruhte auf der linken Seite und die linke Wange ruhte auf seiner Hand, als er sich mit dem Ellbogen gegen die Palisaden stützte.
Gegen neun Uhr abends starb Karl XII. Eine Gewehrkugel war auf der einen Seite des Schädels eingedrungen und an der anderen ausgetreten, wobei die Frage der Richtung von ausschlaggebender Bedeutung ist: wenn sie von links kam, müsste sie aufgrund der Orientierung des Belagerungsgrabens nach allgemeiner Meinung von der Festung gekommen sein; wenn sie von rechts kam, dann wahrscheinlich aus den eigenen Reihen. Neben Kugeln sind auch Blei-Kartätschen und Splitter aus Granatbeschuss als Todesursache diskutiert worden. Die Ergebnisse (basierend auf vier Autopsien, die letzte 1917) sind umstritten. Die Wunde an der rechten Schläfe ist kleiner als die linke und müsste demnach eigentlich die Eintrittswunde sein, die Autopsie von 1917 ging aber davon aus, dass die Kugel von links kam und die Wunden im Schädel nicht mehr im ursprünglichen Zustand waren. Auf dem Hut von Karl XII. ist nur links ein Eintrittsloch, und drei Zeugen, die unmittelbar bei Karl XII. standen (der schwedische Leutnant Bengt Vilhelm Carlsberg, der die Soldaten kommandierte, die den neuen Graben aushoben, der französische Belagerungsingenieur Oberst Maigret und der Balte Friedrich von Kaulbars), sagten aus, dass die Kugel von links kam, und hörten ein Einschlaggeräusch wie von einem Stein in Matsch. Der König war sofort tot. Schon sehr früh gab es neben der offiziellen Version des Todes durch eine feindliche Kugel Vermutungen über ein Attentat aus eigenen Reihen, zum Beispiel in Notizen des Militärarztes Melchior Neumann, der die Leiche einbalsamierte.
Der Tod des schwedischen Königs sprach sich trotz Bemühungen um Geheimhaltung und schneller Entfernung des Leichnams noch am Abend des 11. Dezembers innerhalb der Laufgräben herum, und die Todesnachricht wurde vom französischen Generaladjutanten Sicre mit Karls Hut als Beweis dessen Nachfolger Friedrich überbracht. Der Kommandant der Festung erfuhr von Überläufern von Karls Tod.
Um den Tod gab es eine jahrhundertelange Kontroverse, die in der Zusammenfassung von Michael Roberts von 1991 offen blieb. Um Gewissheit zu erhalten, exhumierte man zuletzt 1917 die Leiche. Peter From kam nach Auswertung von gerichtsmedizinischen Untersuchungen, Kartenrekonstruktion zum Verlauf der Laufgräben und anderem zu der Schlussfolgerung, dass der König wahrscheinlich von einer norwegischen Musketenkugel getötet wurde. Andere Autoren wie Carl O. Nordling sehen Hinweise auf einen Mord aus den eigenen Reihen. Otto Haintz hielt in seiner Biographie Karls XII. einen Schuss von norwegischer Seite für am wahrscheinlichsten und sah keine überzeugenden Beweise für die Mordthese. Eine experimentelle Untersuchung von 2022 ergab, dass eine Eisenkugel mit einem Durchmesser von etwa 22 mm Karls Schädel von links nach rechts durchschlagen hat. Für seinen Tod gab es keine unmittelbaren Augenzeugen, aber es erscheint sehr unwahrscheinlich, dass er sich zu diesem Zeitpunkt von der Festung abgewendet hat, also durch einen Schuss aus den eigenen Reihen starb.

## Bewertung seines Wirkens
Mit Karl XII. endete die schwedische Großmachtstellung und das seit 1611 währende Ringen um die Ostseeherrschaft, um das so genannte Dominium maris Baltici. Russland löste Schweden nach dem Nordischen Krieg als Großmacht ab.
Voltaire publizierte 1731 eine vielbeachtete Biografie vom Leben Karls XII., die innerhalb von zwei Jahrzehnten zehn Auflagen erreichte und auch Friedrich den Großen beeinflusste. Im letzten Kapitel gab er ein Gesamturteil zum Wirken Karls XII. ab, der „durchlebt“ habe, „was nur das Glück Großes und was nur das Unglück Hartes enthält, ohne auch nur einen Augenblick lang durch das erstere verweichlicht oder durch das letztere erschüttert worden zu sein.“ Voltaire fuhr fort: „aber er steigerte alle Heldentugenden bis zu einem Grade, daß sie ebenso gefährlich wurden wie die entgegengesetzten Laster. Seine Festigkeit wurde zum Starrsinn …; seine Freigebigkeit ging in Verschwendung über und ruinierte Schweden … und in den letzten Jahren näherte sich die Art seiner Regierung der Tyrannei.“ Seine herausragenden Eigenschaften „gereichten seinem Lande zum Unglück“, wie Voltaire urteilte: „Er griff selbst nie jemand zuerst an, aber er war in seiner Rachsucht mehr unversöhnlich als klug. Er war der erste, der den Ehrgeiz besaß, Eroberer zu sein, ohne seine Staaten zu vergrößern; er wollte Reiche nur gewinnen, um sie zu verschenken. Seine Leidenschaft für den Ruhm, den Krieg und die Rache verhinderte ihn ein guter Politiker zu sein, ohne welche Eigenschaft es nie einen Eroberer gab.“ Ein Großteil des Hasses, den die Folgen seiner Herrschaft erzeugten, richtete sich in Schweden gegen seinen ehemaligen Bevollmächtigten Görtz, der gleich nach dem Tod des Königs gefangengesetzt und hingerichtet wurde. Die offizielle Biographie des Königs erschien zuerst 1740 vom ehemaligen Feldgeistlichen des Königs Jöran Nordberg.
Nach seinem Tod gab es in Schweden unterschiedliche Sichtweisen auf den König, was sich auch in der Innenpolitik besonders im 18. Jahrhundert spiegelte (Partei der Hüte mit Gegnerschaft gegen Russland und die liberalere, handelsorientierte Partei der Mützen). Ein weiterer Aspekt war, dass man ihn als Opfer einer Aristokratenverschwörung sah, was eine Rolle im Konflikt zwischen Parlament und König im 18. Jahrhundert spielte. Im 19. Jahrhundert wurde er häufig als Heldenfigur verklärt, wogegen sich August Strindberg mit seinem Theaterstück über den König 1901 wandte, was 1910 bis 1912 zu einer literarischen Fehde mit Verner von Heidenstam, Nobelpreisträger und Autor eines Buchs Karolinerna (2 Bände 1897/98) mit Porträts von Personen aus dem Umkreis von Karl XII, und anderen führte (Strindberg-Fehde) – Strindberg nutzte dies auch für Angriffe auf Sven Hedin und andere schwedische Persönlichkeiten und Institutionen. Auch im 20. Jahrhundert war Karl XII. der Held nationalistischer Strömungen in Schweden wie der schwedischen Nationalsozialisten.
Auch seine militärische Beurteilung schwankte im Lauf der Zeit. Wichtige Werke zur Militärgeschichte von Karl XII. stammen von Arthur Stille, Carl Bennedich (Schwedisches Generalstabswerk 1918/19), Gustaf Petri. Das Jahrbuch des Karolinska förbundet ist speziell der Zeit Karls XII. gewidmet. Er gilt als großer Taktiker, eigenwilliger Stratege (sein sechs Jahre währender Polenfeldzug hat Russlands Aufstieg ermöglicht), jedoch als schlechter Diplomat. Der König schlug mehrfach die Angebote zu einem Siegfrieden aus; beispielsweise hatte August ihm 1701 und 1702 mehrfach Kurland und Polnisch-Livland, und ein Bündnis gegen Peter angeboten. Karl verfolgte weiter sein wohl illusionäres Ziel, in Polen und Russland schwedische Vasallen auf den Thron zu bringen. Keine hundert Jahre nach Karls Tod hatte Schweden all seine Besitzungen außerhalb des Mutterlandes im Ostseeraum (einschließlich Finnland) verloren.

### Literarische Rezeption
Rainer Maria Rilke widmete Karl XII. von Schweden ein Gedicht, das in der Anthologie Das Buch der Bilder erschien. Darin eilt der Schwedenkönig als Getriebener rastlos von Schlacht zu Schlacht, denen allein seine Liebe gilt.

## Persönlichkeit und Privates
Außergewöhnlich war seine Abstinenz gegenüber Frauen und Alkohol. Es gibt aber keine Hinweise auf eine ausgelebte Homosexualität. Seit dem Sieg von Narva war der Krieg sein Element; er hatte aber niemals von sich aus einen Krieg begonnen. Schon in seiner Jugend härtete er sich ab und wurde bekannt für seine Fähigkeit zum Ertragen; so ging er nur mit einem Speer bewaffnet auf winterliche Bärenjagd. Sein Mitgefühl war wenig ausgeprägt. Zu den russischen Verwüstungen in seinen Provinzen Livland und Ingermanland meinte er nur, dass sie den Boden ja wohl nicht wegtragen könnten. Er konnte Verrat nicht verzeihen, wie der Fall des Johann Reinhold von Patkul zeigt, den er sich von den Sachsen ausliefern und dann rädern ließ.
Der König führte ein spartanisches Leben und fühlte sich während eines Feldzuges sowie auf dem Schlachtfeld wohl. Seine Kost war einfach: unter seinen Lieblingsspeisen waren Brot mit Butter, angebratener Speck und Maltonwein. Selbst das königliche Tafelgeschirr wurde von Silber zu Zinn vereinfacht und schließlich blechernes Geschirr verwendet. Karl setzte sich immer allein zu Tisch. Er aß schnell, ohne die Augen vom Teller abzuwenden; wenn er fertig war, kamen seine Trabanten (die von seinem Freund Arvid Horn geführte und mit besonderen Privilegien ausgestattete 150 Mann starke Elitetruppe und Leibgarde des Königs) und aßen auf.
Karl war während des Großen Nordischen Kriegs persönlich an den Feldzügen und Schlachten beteiligt. Er schlief nächtelang bei Biwaksfeuern unter freiem Himmel auf Heu und ernährte sich oft von Schwarzbrot. Als während eines Feldzugs die schwedische Armee keinen Nachschub an Lebensmittel mehr erhielt, beschwerten sich die Soldaten über die mangelhafte Nahrung. Ein Soldat drückte sogar seine Empörung aus und reichte dem König ein schlechtes Stück Brot, um zu zeigen, wie schlecht es der Armee ging. Karl probierte das Brot und sagte: „Das Brot ist nicht gut, aber man kann es doch essen.“
Der König interessierte sich für Schach und Mathematik und konnte große Zahlen im Kopf multiplizieren. Die Erfindung des oktalen Zahlensystems ist ihm zugeschrieben worden, obwohl einige Wissenschaftshistoriker Emanuel Swedenborg oder Christopher Polhem als die eigentlichen Erfinder vermuten. Er sprach fließend Deutsch und Latein und verstand Französisch, weigerte sich aber, in der damaligen Diplomatensprache zu reden.

## Vorfahren
|  |                                                            |  |  |  |  |  |  |  |  |  |  |  |  |
|  | Johann Kasimir von Pfalz-Zweibrücken-Kleeburg (1589–1652)  |  |  |  |  |  |  |  |  |  |  |  |  |
|  |                                                            |  |  |  |  |  |  |  |  |  |  |  |  |
|  |                                                            |  |  |  |  |  |  |  |  |  |  |  |  |
|  | Karl X. König von Schweden (1622–1660)                     |  |  |  |  |  |  |  |  |  |  |  |  |
|  |                                                            |  |  |  |  |  |  |  |  |  |  |  |  |
|  |                                                            |  |  |  |  |  |  |  |  |  |  |  |  |
|  | Katharina Wasa von Schweden (1584–1638)                    |  |  |  |  |  |  |  |  |  |  |  |  |
|  |                                                            |  |  |  |  |  |  |  |  |  |  |  |  |
|  |                                                            |  |  |  |  |  |  |  |  |  |  |  |  |
|  | Karl XI. König von Schweden (1655–1697)                    |  |  |  |  |  |  |  |  |  |  |  |  |
|  |                                                            |  |  |  |  |  |  |  |  |  |  |  |  |
|  |                                                            |  |  |  |  |  |  |  |  |  |  |  |  |
|  | Friedrich III. von Schleswig-Holstein-Gottorf (1597–1659)  |  |  |  |  |  |  |  |  |  |  |  |  |
|  |                                                            |  |  |  |  |  |  |  |  |  |  |  |  |
|  |                                                            |  |  |  |  |  |  |  |  |  |  |  |  |
|  | Hedwig Eleonora von Schleswig-Holstein-Gottorf (1636–1715) |  |  |  |  |  |  |  |  |  |  |  |  |
|  |                                                            |  |  |  |  |  |  |  |  |  |  |  |  |
|  |                                                            |  |  |  |  |  |  |  |  |  |  |  |  |
|  | Maria Elisabeth von Sachsen (1610–1684)                    |  |  |  |  |  |  |  |  |  |  |  |  |
|  |                                                            |  |  |  |  |  |  |  |  |  |  |  |  |
|  |                                                            |  |  |  |  |  |  |  |  |  |  |  |  |
|  | Karl XII. König von Schweden                               |  |  |  |  |  |  |  |  |  |  |  |  |
|  |                                                            |  |  |  |  |  |  |  |  |  |  |  |  |
|  |                                                            |  |  |  |  |  |  |  |  |  |  |  |  |
|  | Christian IV. König von Dänemark, (1577–1648)              |  |  |  |  |  |  |  |  |  |  |  |  |
|  |                                                            |  |  |  |  |  |  |  |  |  |  |  |  |
|  |                                                            |  |  |  |  |  |  |  |  |  |  |  |  |
|  | Friedrich III. König von Dänemark (1609–1670)              |  |  |  |  |  |  |  |  |  |  |  |  |
|  |                                                            |  |  |  |  |  |  |  |  |  |  |  |  |
|  |                                                            |  |  |  |  |  |  |  |  |  |  |  |  |
|  | Anna Katharina von Brandenburg (1575–1612)                 |  |  |  |  |  |  |  |  |  |  |  |  |
|  |                                                            |  |  |  |  |  |  |  |  |  |  |  |  |
|  |                                                            |  |  |  |  |  |  |  |  |  |  |  |  |
|  | Ulrike Eleonore von Dänemark (1656–1693)                   |  |  |  |  |  |  |  |  |  |  |  |  |
|  |                                                            |  |  |  |  |  |  |  |  |  |  |  |  |
|  |                                                            |  |  |  |  |  |  |  |  |  |  |  |  |
|  | Georg von Braunschweig-Calenberg (1582–1641)               |  |  |  |  |  |  |  |  |  |  |  |  |
|  |                                                            |  |  |  |  |  |  |  |  |  |  |  |  |
|  |                                                            |  |  |  |  |  |  |  |  |  |  |  |  |
|  | Sophie Amalie von Braunschweig-Calenberg (1628–1685)       |  |  |  |  |  |  |  |  |  |  |  |  |
|  |                                                            |  |  |  |  |  |  |  |  |  |  |  |  |
|  |                                                            |  |  |  |  |  |  |  |  |  |  |  |  |
|  | Anna Eleonore von Hessen-Darmstadt (1601–1659)             |  |  |  |  |  |  |  |  |  |  |  |  |
|  |                                                            |  |  |  |  |  |  |  |  |  |  |  |  |
|  |                                                            |  |  |  |  |  |  |  |  |  |  |  |  |